# Trot
Trot (kor. 트로트 teuroteu) – gatunek koreańskiej muzyki rozrywkowej, znany z używania powtarzalnych rytmów i modulacji wokalnych. Jest uznawany za najstarszą formę koreańskiej muzyki popowej. Sformułowany w czasie japońskich rządów na początku XX wieku, gatunek ukształtował się pod wpływem japońskich, koreańskich i amerykańskich elementów muzycznych. Choć popularność gatunku spadła w latach 90. XX w., wraz z rozwojem K-popu, został on przywrócony przez współczesnych koreańskich artystów popowych, takich jak Jang Yun-jeong, Super Junior-T, Daesung (z Big Bangu), Lizzy (z After School) oraz Joy (członkini Red Velvet).
Mimo że gatunek powstał przed podziałem półwyspu koreańskiego, gatunek jest wykonywany głównie w Korei Południowej; powiązana popkultura w Korei Północnej już nie istnieje, ponieważ muzyka propagandowa wyparła inne formy muzyczne.

## Etymologia
Nazwa wywodzi się od fokstrota, amerykańskiego tańca towarzyskiego o parzystym metrum, który wpłynął na prosty, dwudzielny rytm tego gatunku (od którego pochodzi nazwa dźwiękonaśladowcza ppongjjak).

## Nazewnictwo
Nazwa „trot” jest szeroko stosowana od lat 80. XX wieku, mimo że samo określenie pochodzi z lat 50. XX wieku. W latach 20. XX w. używana była nazwa „yuhaengchangga” (kor. 유행창가): yuhaeng (kor. 유행) oznacza „trend/moda/popularność”, a wszelkiego rodzaju muzyka zachodnia (np. hymny, rymowanki, piosenki ludowe itp.) oraz japońska muzyka enka, która została wprowadzona do Korei pod koniec XIX wieku, nosiły nazwę changga (kor. 창가). Nazwa była także skracana jako yuhaengga (kor. 유행가). Oprócz trotu, niektóre inne nazwy używane są bardziej potocznie: najczęstszym jest onomatopeja ppongjjak (kor. 뽕짝) – w metrum parzystym, które jest typowe dla trotu, pierwsza miara akcentowana jest tonem ppong (/ˈpɔːŋ/), po którym występuje miara nieakcentowana jjak (/tʃɒk/).

## Tło
Muzyka trot została sformułowana w czasie kolonialnych rządów Japonii w Korei od 1910 do 1945 roku. Początkową formą trotu były tłumaczenia Zachodnich i japońskich popularnych piosenek (głównie z gatunku enka), nazywanych yuhaeng changga (hangul: 유행창가, hancha: 流行唱歌, dosł „popularne piosenki”). Piosenka Yun Sim-deok z 1926 roku, „Sa-ui chanmi”, jest często uważana za pierwszą yuhaeng changga. Później, w latach 30. XX w., yuhaeng changga zaczęły być komponowane przez koreańskich artystów. Nowo skomponowane koreańskie popularne piosenki znane były jako yuhaengga (hangul: 유행가; hancha: 流行歌, dosł. „modne piosenki”). W owym czasie powstał także nowy termin daejung gayo (hangul: 대중 가요; hancha: 大衆 歌謠, dosł. „popularna muzyka”), nawiązujący ogólnie do muzyki popularnej. Piosenka Kim Yong-hwana, „Nakhwa Yusu” (hangul: 낙화 유수; hancha: 落花流水), stała się symbolem wzrostu koreańskich kompozytorów i artystów produkujących popularne piosenki. Oba utwory reprezentują tematy poruszane w yuhaengga, których tematy zazwyczaj dotykają osobistych emocji, miłości i życia.
Po zakończeniu II wojny światowej i kolonialnych rządów Japonii w Korei, muzyka trot zaczęła bardziej przypominać Zachodnią. Złożyły się na to głównie obecność amerykańskich żołnierzy sprzyjająca popularyzacji jazzu i rocka, a także rozwój rynku muzycznego w celu ułatwienia dostępu do tej muzyki w kraju. W tym czasie popularność zdobyły Siostry Kim, których występy przyciągały uwagę amerykańskich żołnierzy i publiczności, i które błyskawicznie zdobyły sławę po występie w The Ed Sullivan Show w latach sześćdziesiątych. W tym okresie zadebiutowało wielu południowokoreańskich muzyków, takich jak Lee Mi-ja, Patti Kim, Tae Jin-ah, czy Na Hoon-a.